# جواد الله‌وردی
جواد الله‌وردی (زاده ۲۶ خرداد ۱۳۳۱) مدافع سابق باشگاه های تاج و پرسپولیس است. وی از جمله بازیکنان تیم ملی ایران در جام جهانی فوتبال ۱۹۷۸ آرژانتین بود.